# Замороженная орбита
Замороженная орбита — орбита космического аппарата, на которой её естественный дрейф, возникающий из-за формы центрального тела, сведён к минимуму путем тщательного выбора параметров. Как правило, это орбита, на которой в течение длительного периода времени высота спутника в одной и той же точке остается близкой к постоянной. Изменения наклонения, положения апсид и эксцентриситета на замороженной орбите сведены к минимуму за счёт специального выбора начальных условий. Использование орбиты, остающейся замороженной на большом промежутке времени, сводит к минимуму использование топлива для поддержания траектории космического аппарата.

## Предыстория и мотивация
Для большинства космических аппаратов изменения орбит вызваны сплющенностью Земли, гравитационным притяжением со стороны Солнца и Луны, давлением солнечного излучения и сопротивлением верхней атмосферы Земли. Такие воздействия называются возмущающими силами. Чтобы удержать космический аппарат на желаемой орбите им необходимо противодействовать включением корректирующих двигателей. Так для геостационарного спутника требуются корректирующие маневры, обеспечивающие противодействие силам притяжения со стороны Солнца и Луны, которые смещают плоскость орбиты от экваториальной плоскости Земли.
Для солнечно-синхронных космических аппаратов может быть использовано преднамеренное смещение плоскости орбиты, называемое прецессией. Для таких миссий используется почти круговая орбита высотой 600—900 км. Соответствующий наклон (97,8-99,0 градуса) выбирается таким образом, чтобы прецессия плоскости орбиты была равна скорости движения Земли вокруг Солнца, примерно на 1 градус в сутки.
В результате на каждой орбите космический аппарат будет проходить над точками на Земле, в которых время суток одинаково. Например, если орбита перпендикулярна направлению на Солнце, то космический аппарат всегда будет проходить над точками, в которых 6 часов утра на северном участке и 6 часов вечера на южном участке, или наоборот. Такая орбита называется орбитой Рассвет-Закат. В качестве альтернативы, если Солнце находится в плоскости орбиты, то космический аппарат всегда будет проходить над местами, где сейчас полдень, на северном участке, и местами, где сейчас полночь, на южном участке (или наоборот). Они называются орбитами Полдень-Полночь. Такие орбиты предпочтительны для многих миссий по наблюдению Земли, таких как прогноз погоды, получение изображений и картографирование.
Возмущающая сила, вызванная сплющенностью Земли, в целом действует не только плоскость орбиты, но и на вектор эксцентриситета орбиты. Однако существует почти круговая орбита, для которой нет вековых или долгопериодических возмущений вектора эксцентриситета, но имеются только периодические возмущения с периодом, равным периоду орбиты. Тогда такая орбита является идеально периодической, с точностью до прецессии плоскости орбиты, и поэтому она называется замороженной орбитой. Такая орбита зачастую оказывается предпочтительной для миссии по наблюдению Земли, в ходе которой предполагается проводить повторные наблюдения за одним и тем же районом Земли в максимально постоянных условиях наблюдения.
Европейские спутники наблюдения за Землёй ERS-1, ERS-2 и Envisat эксплуатируются на солнечно-синхронных замороженных орбитах.

## Лунные замороженные орбиты
Изучая многие спутники, находящиеся на лунной орбите, ученые обнаружили, что большинство низких лунных орбит неустойчивы. Были определены четыре замороженные лунные орбиты с наклонениями 27°, 50°, 76° и 86°. НАСА это так разъяснило в 2006 году:
Лунные масконы делают большинство низких лунных орбит неустойчивыми… Когда спутник проходит в 50 или 60 милях над головой, масконы тянут его вперед, назад, влево, вправо или вниз, причём точное направление и величина притяжения зависят от траектории спутника. При отсутствии каких-либо периодических воздействий со стороны бортовых двигателей для коррекции орбиты, большинство спутников, запущенных на низкие лунные орбиты (менее 60 миль или 100 км), в конечном итоге врежутся в Луну. … [Существует] ряд замороженных орбит, на которых космический корабль может оставаться на низкой лунной орбите неопределенное время. Они имеют место при четырех наклонениях: 27°, 50°, 76°, и 86°" — последний находится почти над лунными полюсами. Орбита относительно долгоживущего субспутника PFS-1 миссии Apollo 15 имела наклонение 28°, что оказалось близким к наклону одной из замороженных орбит, но менее удачливый субспутник PFS-2 имел орбитальное наклонение всего 11°.